# Стефан Црнојевић
Стефан I Црнојевић (умро 1465. године), познат и као Стефаница I Црнојевић, био је српски средњовековни великаш и први самостални владар Зете из династије Црнојевића. Владао је од 1451. до 1465. године. Претходно је као војвода био у служби српског деспота Ђурђа Бранковића, у време када је област Зете била у саставу Српске деспотовине. Потом се приклонио Млечанима, искористивши повлачење деспотове власти за успостављање самосталне обласне управе у Зети. Током владавине, успео је да одржи Зету између Млетака и Турака. Наследио га је син Иван Црнојевић.

## Војвода
Стефан Црнојевић се првобитно истакао као војвода, током друге четвртине 15. века, поставши један од најзначајнијих великаша на подручју Зете, која је почевши од 1421. године била у саставу Српске деспотовине. У то време, долази до честих сукоба са Млечанима који су из својих приморских упоришта настојали да потисну власт Српске деспотовине не само са приморског подручја Доње Зете, већ и са подручја Горње Зете у унутрашњости. Током ових сукоба, зетски великаши су пристајали уз једну или другу страну, према тренутним приликама, а истакнуту улогу у војним и политичким збивањима на просторима Зете добија великашка породица Црнојевића, која се средином 15. века учврстила у областима Горње Зете. Главни представник ове породице био је војвода Стефан Црнојевић, који је заједно са својом браћом и другим сродницима првобитно био у служби српског деспота.
У новонасталим околностима, које су наступиле након првог пада Смедерева (1439), војвода Стефан Црнојевић се током наредних година колебао између деспота Ђурђа, херцега Стефана Вукчића Косаче и Млетака. Прешавши на млетачку страну, ратовао је против војске деспота Ђурђа и знатно допринео да се учврсти млетачка власт у приморским областима Доње Зете. Војска коју је водио војвода Стеван у неколико наврата је поразила деспотову војску, што је резултовало проширивањем територије коју су контролисали Црнојевићи.

## Женидба
Његова жена Марија је била сестра Скендербегова, по коме је добио име први Иванов син Ђурађ.

## Преговори са Млечанима
Након 1444. године, војвода Стефан је поново пристао уз српског деспота. У том периоду, због побуне у Грбљу, град Котор је био у тешком положају и тражио је од Млечана да утиче на војводу Стевана да пређе на њихову страну. услед Стефановог пристајања на нове преговоре са Венецијом, у породици Црнојевића избили су озбиљни сукоби међу браћом, који су се завршили тако што је Стефан из преговора потпуно одстранио своју браћу. Склапањем уговора са Млецима 1451. године Стеван је постао врховни војвода Горње Зете коме су Млечани годишње плаћали 500 дуката, а у знак признавања млетачке врховне власти Стефан је био обавезан два месеца годишње ратује за Млетачку републику. Млеци су га 1452. именовали за свог капетана и војводу горње Зете и обезбедили га читавим низом прихода. Територије које је контролисао Стеван граничиле су се са територијама херцег Стефана Вукчића Косаче.

## Иван као талац
Да би Стефаница изразио поштовање према локално моћном херцег Стефану, а према средњовековном начину понашања, био је приморан да свог сина Ивана да као талаца. Ово Иваново заточеништво код херцег Стефана трајало је око десет година, а пуштен је после инсистирања Венеције код Херцега на заслугама Стефана Црнојевића у борбама против Деспотове војске.

## Смрт
После смрти Стефана 1465. године владар Зете постаје његов син Иван Црнојевић (1465-1490).

## Породично стабло
|  |                              |  |  |  |  |  |  |  |  |  |  |  |  |  |  |  |
|  | 16. Đuraš Ilijić             |  |  |  |  |  |  |  |  |  |  |  |  |  |  |  |
|  |                              |  |  |  |  |  |  |  |  |  |  |  |  |  |  |  |
|  |                              |  |  |  |  |  |  |  |  |  |  |  |  |  |  |  |
|  | 8. Црноје Ђурашевић          |  |  |  |  |  |  |  |  |  |  |  |  |  |  |  |
|  |                              |  |  |  |  |  |  |  |  |  |  |  |  |  |  |  |
|  |                              |  |  |  |  |  |  |  |  |  |  |  |  |  |  |  |
|  | 4. Radič Crnojević           |  |  |  |  |  |  |  |  |  |  |  |  |  |  |  |
|  |                              |  |  |  |  |  |  |  |  |  |  |  |  |  |  |  |
|  |                              |  |  |  |  |  |  |  |  |  |  |  |  |  |  |  |
|  | 2. Ђурађ Ђурашевић Црнојевић |  |  |  |  |  |  |  |  |  |  |  |  |  |  |  |
|  |                              |  |  |  |  |  |  |  |  |  |  |  |  |  |  |  |
|  |                              |  |  |  |  |  |  |  |  |  |  |  |  |  |  |  |
|  | 5. Јелена Црнојевић Хранић   |  |  |  |  |  |  |  |  |  |  |  |  |  |  |  |
|  |                              |  |  |  |  |  |  |  |  |  |  |  |  |  |  |  |
|  |                              |  |  |  |  |  |  |  |  |  |  |  |  |  |  |  |
|  | 1. Стефан Црнојевић          |  |  |  |  |  |  |  |  |  |  |  |  |  |  |  |
|  |                              |  |  |  |  |  |  |  |  |  |  |  |  |  |  |  |
|  |                              |  |  |  |  |  |  |  |  |  |  |  |  |  |  |  |
|  | 6. Која Захарија             |  |  |  |  |  |  |  |  |  |  |  |  |  |  |  |
|  |                              |  |  |  |  |  |  |  |  |  |  |  |  |  |  |  |
|  |                              |  |  |  |  |  |  |  |  |  |  |  |  |  |  |  |
|  | 3. ћерка Које Захарије       |  |  |  |  |  |  |  |  |  |  |  |  |  |  |  |
|  |                              |  |  |  |  |  |  |  |  |  |  |  |  |  |  |  |
|  |                              |  |  |  |  |  |  |  |  |  |  |  |  |  |  |  |
|  | 14. Лека Дукађини            |  |  |  |  |  |  |  |  |  |  |  |  |  |  |  |
|  |                              |  |  |  |  |  |  |  |  |  |  |  |  |  |  |  |
|  |                              |  |  |  |  |  |  |  |  |  |  |  |  |  |  |  |
|  | 7. Боља Балшић               |  |  |  |  |  |  |  |  |  |  |  |  |  |  |  |
|  |                              |  |  |  |  |  |  |  |  |  |  |  |  |  |  |  |
|  |                              |  |  |  |  |  |  |  |  |  |  |  |  |  |  |  |